# Leena Peisa
Pour les articles homonymes, voir Awa.
Leena Peisa (née en 1979), sous le pseudonyme  Awa (connue aussi sous le nom de Lady Awa), est l'ancienne claviériste du groupe musical Lordi. Les anciens groupes de Peisa incluent Dolchamar et Porvoo.
Dans le groupe Lordi, elle joue le personnage d'un fantôme de sorcière, mais certains disent que c'est une comtesse vampire sans cœur. Elle a remplacé l'ancienne claviériste de Lordi, Enary, en 2005. Le nom Awa vient de Be Aware. Sur le site du groupe, elle dit qu'elle a encore beaucoup d'autres noms.
Elle annonce son départ du groupe le 25 juillet 2012 et se fait remplacer par Hella.

## Discographie

### Avec Punaiset Messiaat
- 1995: Back In Bu$ine$$
- 1996: Lemmentykki
- 1997: Älä osta; varasta

### AvecDolchamar
- 2005 : Rebela Sono (eo)

### Avec Lordi
- 2006 : The Arockalypse
- 2008 : Deadache
- 2010 : Babez for Breakfast

#### Vidéoclips
- 2006 : Hard rock Hallelujah
- 2006 : Who's Your Daddy ? (juillet)
- 2006 : Would You Love a Monsterman? (Nouvelle version en novembre)
- 2006 : It Snows in Hell (décembre)
- 2007 : Hard rock Hallelujah (Ouverture de l'Eurovision)
- 2008 : Bite It Like a Bulldog
- 2010 : This Is Heavy Metal